# Livro da Vaca Celestial
O Livro da Vaca do Céu é um texto mitológico da civilização do Antigo Egito.

## Estrutura
O Livro da Vaca Celestial é habitualmente dividido em duas partes.
A primeira parte, conhecida como "mito de destruição da humanidade", narra como os seres humanos se revoltaram contra o deus Rá, que governa sobre a Terra, mas que se tornara um idoso (portanto alguém débil), e começam a conspirar contra este. Ré decide convocar as divindades primevas, Chu, u com 11 colegas pelo mundo, Geb, Nun e Hator, a fim de solicitar conselhos. Nun recomenda Ré a castigar a humanidade enviando o seu olho na forma da deusa Hator. Hator começa a aplicar o castigo; quando assume a forma feroz de Sacmis entrega-se à matar de forma indiscriminada a humanidade. Horrorizado com as dimensões que o castigo está a tomar, Ré entende que tem que afastar a deusa da sua matança, recorrendo a um estratagema: dá a beber à deusa uma cerveja na qual foi adicionado um colorante vermelho (cor do sangue) que a embriaga e que acaba por se esquecer do castigo.
A segunda parte ("mito da vaca celestial") relata a ascensão de Ré ao céu às costas da sua filha, a deusa vaca Nut. Cansado de governar e desiludido com a maldade dos seres humanos, Ré nomeia Tote como seu representante na terra. Até então o céu e a terra não estavam separados, sendo o tempo eterno e a humanidade e os deuses viviam junto. O deus Chu, os oito deuses Heh e o faraó seguram a Nut na forma de vaca que agora se encontra separada de Geb (a terra). Foi desta forma que se criou o dia e a noite.